# 盧奎林·桑托斯

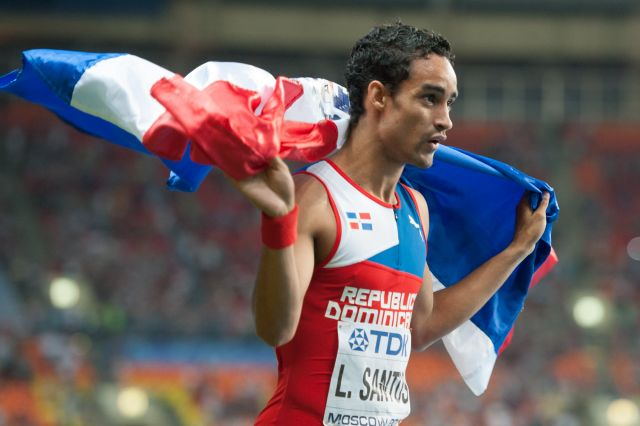
盧奎林·桑托斯

盧奎林·桑托斯（西班牙語：Luguelín Santos，1992年11月12日—），多米尼加共和國田徑運動員，他代表多米尼加共和國隊參加了日本舉行的2020年夏季奧林匹克運動會，並且在混合4×400米接力比賽上獲得銀牌。
桑托斯在2010年夏季青年奥林匹克运动会上获得两枚金牌，并在2011年泛美运动会上取得突破，以多米尼加全国纪录的成绩获得个人和接力银牌。2012年，他在世界青少年田径锦标赛上夺得400米冠军，为国家赢得首枚奖牌。他是多明尼加奥林匹克项目CRESO的成员。